# محمد نجات الله صدیقی
محمد نجات‌الله صدیقی (۱۹۳۱ – نوامبر ۲۰۲۲) اقتصاددان مسلمان هندی و برندهٔ جایزه بین‌المللی ملک فیصل در مطالعات اسلامی بود.
محمد صدیقی در سال ۱۹۳۱ در هند زاده شد و در دانشگاه مسلمان علیگر، رامپور و اعظم‌گره تحصیل کرد. صدیقی به‌عنوان دانش‌یار اقتصاد و سپس استاد مطالعات اسلامی در دانشگاه علیگره مشغول به کار شد و همچنین به‌عنوان استاد اقتصاد در دانشگاه ملک عبدالعزیز در جده، عربستان سعودی، در مرکز پژوهش در اقتصاد اسلامی فعالیت داشت.
او بعدها به‌عنوان پژوهشگر مدعو در مرکز مطالعات خاور نزدیک در دانشگاه کالیفرنیا، لس‌آنجلس (UCLA) فعالیت کرد و سپس به‌عنوان دانش‌پژوه مهمان در مؤسسهٔ پژوهش و آموزش اسلامی وابسته به بانک توسعهٔ اسلامی در جده همکاری داشت.
صدیقی نویسنده‌ای پُرکار به زبان‌های اردو و انگلیسی بود. بنا بر داده‌های ورلدکت (WorldCat)، او دارای ۶۳ اثر در ۱۷۷ نسخهٔ منتشرشده به پنج زبان مختلف است که در ۱٬۳۰۱ کتابخانه در سراسر جهان نگهداری می‌شوند.
چندین اثر او به زبان‌های عربی، فارسی، ترکی، اندونزیایی، مالزیایی، تایلندی و دیگر زبان‌ها ترجمه شده‌اند.
شاید شناخته‌شده‌ترین کتاب او، بانکداری بدون ربا (Banking without Interest) باشد که بین سال‌های ۱۹۷۳ تا ۲۰۰۰، در ۲۷ نوبت چاپ به سه زبان منتشر شده و در ۲۲۰ کتابخانه جهان موجود است. 
در طول دوران بلند فعالیت دانشگاهی‌اش، صدیقی راهنمایی و نظارت بر چندین پایان‌نامهٔ دکتری را در دانشگاه‌های هند، عربستان سعودی و نیجریه بر عهده داشت.
او با شماری از نشریه‌های علمی به‌عنوان سردبیر یا مشاور همکاری داشت و در کمیته‌های گوناگون عضویت داشت. صدیقی در کنفرانس‌های علمی متعددی در نقاط مختلف جهان شرکت کرد.
وی در علیگره، هند زندگی می‌کرد و دارای عنوان استاد ممتاز (Professor Emeritus) در دانشکدهٔ مطالعات مدیریتی دانشگاه مسلمانان علیگره بود. همچنین به‌عنوان سرپرست عالی (Chief Patron) در مرکز هندی مطالعات مالی اسلامی (ICIF) در دهلی نو فعالیت می‌کرد. 

## آثار

### زبان اردو
- 1. G̲h̲air sūdī bank kārī. (1969)
  2. Islāmī adab : cand naẓaryātī maqālāt[۳] (1960?)
  3. Muslim Personal Law (1971),
  4. Taḥrīk-i Islāmī ʻaṣr-i ḥāz̤ir men̲, (Islamic Movement in Modern Times) (1995)
  5. Maqasid Al Shariah[۴]

### ترجمه به اردو
- کتاب الخراج  اثر ابویوسف (۱۹۶۶).

### انگلیسی
- Recent Theories of Profit: A Critical Examination (1971) (نظریه های متاخر سود: یک بررسی انتقادی)
- Economic Enterprise in Islam (1972) (بنگاه اقتصادی در اسلام)
- Muslim Economic Thinking (1981) (تفکر اقتصادی مسلمانان)[۵]
- Banking Without Interest (1983) (بانکداری بدون بهره)
- Issues in Islamic banking : selected papers (1983) (مسائل بانکداری اسلامی : مقالات منتخب)[۶]
- Partnership and profit-sharing in Islamic law  (1985) (مشارکت و مشارکت در سود در حقوق اسلامی)
- Insurance in an Islamic Economy (1985) (بیمه در اقتصاد اسلامی)
- Teaching Economics in Islamic Perspective (1996) (آموزش اقتصاد از دیدگاه اسلام)
- Role of State in Islamic Economy (1996) (نقش دولت در اقتصاد اسلامی)
- Dialogue in Islamic Economics (2002) (گفتگو درباره اقتصاد اسلامی)
- Islam's View on Property (1969) (دیدگاه اسلام در مورد مالکیت)

### ترجمه به فارسی
1. آموزش علم اقتصاد از دیدگاه اسلامی، ترجمه: محمدرضا شاهرودی، ۱۳۸۴، انتشارات دانشگاه امام صادق.[۷]
2. ربا، بهره بانکی، ترجمه: حسین میثمی، ۱۳۸۹، انتشارات دانشگاه امام صادق.[۸]
3. «نقش مؤسسات مالی اسلامی در تامین مالی زیرساختارها»، ترجمه: سیدحسین علوی لنگرودی، مجله:بانک و اقتصاد»، تیر ۱۳۸۳، شماره ۴۷ (صفحه ۴۷ تا ۴۹)
4. «تامین مالی اسلامی و مسایل فراروی آن: ویژگی ها و تعهدات نظام های اقتصادی اسلامی»، ترجمه: سیدحسین علوی لنگرودی، نشریه بانک و اقتصاد، خرداد ۱۳۸۳، شماره ۴۶ (صفحه ۵۰ تا ۵۳)

## جوایز
- جایزه سلطنتی ملک فیصل برای خدمت به مطالعات اسلامی (۱۹۸۲)[۹]
- جایزه شاه ولی‌الله در دهلی نو برای کمک به اقتصاد اسلامی (۲۰۰۳)